# Кентауська збагачувальна фабрика
Кентауська збагачувальна фабрика – підприємство гірничодобувної галузі, майданчик якого знаходиться в центральній частині Південно-Казахстанської області.
Фабрику ввели в дію у 1965 році для роботи з продукцією рудників Міргалімсайського барит-поліметалічного родовища (останнє вже перебувало в розробці з початку 1950-х, проте амбіційні плани збільшення виробництва потребували нового збагачувального майданчику).
Певний час окрім продукції Міргалімсая фабрика приймала руду з верхніх горизонтів Карагайлинського барит-поліметалічного родовища, розташованого за тисячу кілометрів від Кентау. Надалі Карагайлинський гірничозбагачувальний комбінат отримав достатні переробні потужності, проте Кентауський майданчик задіяли для збагачення руди Жайремського рудника та рудника Ушкатин III, що знаходились за п’ять сотень кілометрів від Кентау.
У першій половині 1990-х припинився видобуток поліметалічної руди на родовищах Жайрем та Ушкатин III, а не пізніше 2002-го повністю вивели з експлуатації і Міргалімсайські рудники. З 2004-го фабрика в Кентау почала працювати з рудою свинцево-цинкового родовища Шалкія, яке знаходилось суттєво ближче – лише за півтори сотні кілометрів. Втім, вже у 2008-му через світову економічну кризу цей рудник зупинився (а плани відновлення його роботи передбачають спорудження власного збагачувального майданчику).  
У радянські часи Кентауська фабрика діяла у складі Ачісайського поліметаллічного комбінату. Під час приватизації вона перейшла до компанії «ШалкіяЦинк» (що й запустила в роботу зазначений вище рудник Шалкія), при цьому Баялдирське хвостосховище дісталось АТ «Южполіметал», що в подальшому викликало суперечки щодо внесення плати за забруднення довкілля. Є відомості, що «Южполіметал» якимсь чином задіяв фабрику чи її частину для роботи з баритовою рудою родовища Ансай. 
У 2018 році «ШалкіяЦинк» ухвалила рішення про закриття своєї філії «Кентауська збагачувальна фабрика». Втім, певна діяльність на майданчику може продовжуватись, так, того ж 2018-го повідомлялось, що нові власники вклали кошти у відновлення випуску бариту.